# Fínrod
Fínrod Felagund és un personatge fictici de l'univers de J.R.R. Tolkien, la Terra Mitjana. És un elf noldorin, primogènit de Finarfin, i germà d'Angrod, Aegnor i Galadriel.
El nom Finrod és una forma sindarin del quenya Findaráto, que aproximadament significa "Poderós descendent de Finwë". Felagund era un epessë (sobrenom) que li van donar els nans i que significa "Habitant de les cavernes", i que és una forma sindaritzada del Khuzdul. Un altre nom donat a Finrod era Nóm, que significa "el savi", que era com l'anomenaven Bëor i la seva gent.
Va fugir de Valinor amb els seus germans, per establir-se a la Terra Mitjana. Va fundar la ciutat de Minas Tirith al Pas del Sirion, i més tard la fortalesa de Nargothrond, on fou rei.
Mentre caçava per les terres de Thargelion a l'est de Beleriand, va ser el primer nóldor a descobrir els homes, i va passar molt de temps amb ells, aprenent el seu llenguatge i ensenyant-los sindarin. Va establir amistat amb Andreth de la Casa de Bëor, a qui visitava sovint durant el setge d'Àngband per parlar dels temes que afectaven a homes i elfs. Una d'aquestes converses es va transcriure i és coneguda com a "Athrabeth Finrod ah Andreth".
Barahir, de la Casa de Bëor, va salvar la vida de Felagund a la Dagor Bragollach, i Finrod va recompensar-lo amb el seu anell, que va passar a ser conegut com l'Anell de Barahir. Quan, anys després, Beren el fill de Barahir va anar a Nargothron demanant ajuda, Finrod va acompanyar-lo en el seu quest per trobar el Silmaril per pagar el deute. Celegorm i Curufin, que vivien a Nargothrond en aquells temps, van persuadir la majoria dels elfs a no acompanyar.lo, i només deu guerrers van acompanyar-los. Tots dotze van ser capturats i portats a Tol-in-Gaurhoth (l'Illa dels Homes Llop). Els deu companys van ser torturats i morts, i Finrod mateix va morir enfrontant-se a un llop per defensar a Beren.
Mentre vivia a Valinor estimava Amarië, una elfa vanyarin, que es va negar a seguir-lo a la Terra Mitjana. Mai va deixar d'estimar-la i per això no es va casar durant els segles que va viure a l'altra banda del mar.

## Genealogia de la Casa de Finarfin
```
Finarfin
 === 
Eärwen

|
------------------------------
| | | | 

Finrod
 
Angrod
 
Aegnor
 
Galadriel
=
Celeborn

| |

Orodreth
 
Celebrían
*
|
-----------
| | 

Finduilas
 
Gil-galad
 (* Esposa de N'
Elrond
)
```